# VL81型电力机车
VL81型电力机车（俄语：ВЛ81）是苏联铁路的干线货运电力机车车型之一，适用于25千伏工频单相交流制的电气化铁路，由诺沃切尔卡斯克电力机车厂于1976年设计制造。该型机车是在VL80T型电力机车基础上开发研制的实验性车型，试验采用架悬式牵引电动机全悬挂转向架和复合式通风系统，仅试制一台并未投入批量生产。
VL81型电力机车的车体结构与VL80型电力机车大致相同，但改为采用全悬挂转向架，牵引电动机的全部重量都支承在转向架构架上，大幅减少了簧下重量；一系悬挂采用轴箱两侧螺旋弹簧，二系悬挂采用螺旋弹簧和横向摩擦阻尼器，牵引力或制动力通过中间低位牵引拉杆传递。机车采用六极、带补偿绕组的NB-507（НБ-507）型脉流牵引电动机。复合式通风系统改善了对变压器、整流器、平波电抗器、牵引电动机等电气部件的冷却效率，通风系统仅占整台机车能量消耗的8%，比VL80型电力机车的18%有了大幅下降。机车并设有电阻制动装置，最大制动功率达到7400千瓦。

## 参看
- VL80型电力机车
- VL82型电力机车
- VL83型电力机车
- VL84型电力机车
- VL85型电力机车